# 水辺芳郎
水辺 芳郎（みずべ よしろう、1929年 - ）は、日本の法学者（民法）。元日本大学法学部教授。

## 来歴
日本大学法学部卒。山梨学院大学講師、松山商科大学助教授、日本大学法学部助教授等を経て、1975年、日本大学法学部教授。ヨハネス・グーテンベルク（マインツ）大学客員研究員、愛媛県公害審査委員、日本住宅公団「住宅公団団地への親水施設等導入手法等策定委員会」委員、日本私法学会理事、日本土地法学会理事等を歴任した。
海没地の所有権等に関する業績で著名であり、その他、不動産関係法令の研究で知られる。古稀記念論文集に『日本法学第65巻第4号 水辺芳郎教授古稀記念号 私法学をめぐる現代的課題』（日本大学法学会）がある。

## 著書
- 『民法総則』（法律文化社）
- 『債権総論』（法律文化社）
- 『債権各論』（三省堂）
- 『不動産売買の法律相談』（有斐閣 共著）
- 『口語民法』（自由国民社 共著）
- 『判例先例 コンメンタール新編不動産登記法3』（三省堂 共著）
- 『争点ノート民法I』（法学書院 共著）
- 『争点ノート民法II』（法学書院 共著）
- 『演習ノート法学』（法学書院 編著）
- 『改訂家事執務資料集』中巻のII（最高裁判所事務局 共著）